# Polino
Polino é uma comuna italiana da região da Umbria, província de Terni, com cerca de 267 habitantes. Estende-se por uma área de 19 km², tendo uma densidade populacional de 14 hab/km². Faz fronteira com Arrone, Ferentillo, Leonessa (RI), Morro Reatino (RI), Rivodutri (RI).

## Demografia
| Variação demográfica do município entre 1861 e 2011                               |
|                                                                                   |
| Fonte: Istituto Nazionale di Statistica (ISTAT) - Elaboração gráfica da Wikipedia |